# الأزهر الشرايطي
الأزهر الشرايطي هو الأزهر بن أحمد بن محمود الشرايطي ولد حوالي عام 1920، وتوفي في 24 جانفي 1963، مناضل ومقاوم وطني تونسي.

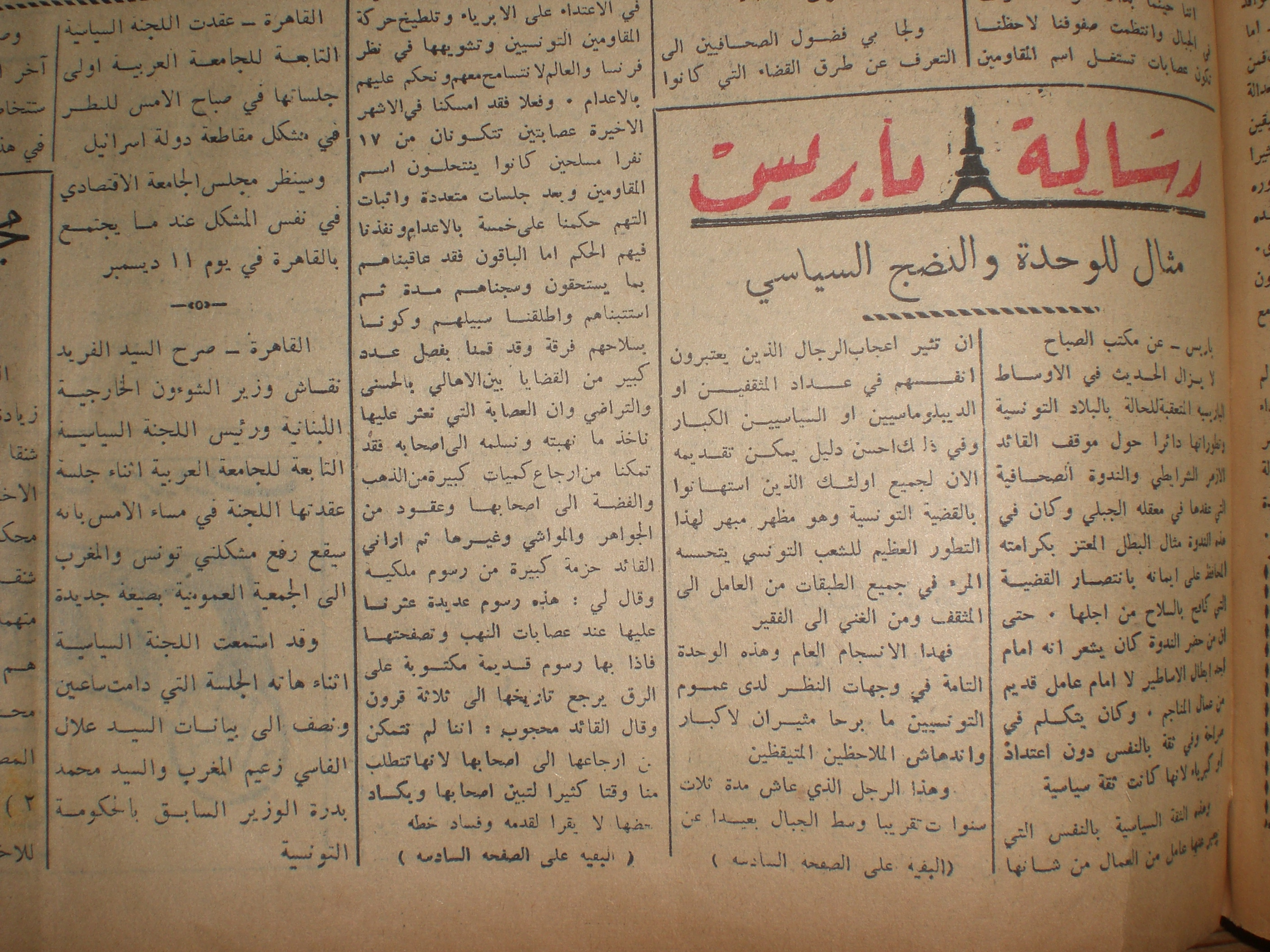
الصباح تتحدث عن صدى تسليم الأزهر الشرايطي سلاحه في باريس

## البداية
ينحدر الأزهر الشرايطي من أولاد شريّط أحد عروش قبيلة الهمامة، وقد ولد في باطن العيش (عمرة) التي تقع على جبل عرباطة، بريف قفصة، في وسط فقير، وعمل في الفلاحة ثم في الرعي ثم التحق كعامل بمنجم المظيلة. وفي أواخر الأربعينات كان من بين آلاف الشباب الذين تحمسوا للقضية الفلسطينية وتطوع عدد منهم لفائدتها وقد تحول هو بالفعل إلى جبهات القتال عام 1947 ولم يعد إلى تونس إلا عام 1949، فكان محل ريبة من السلطات الاستعمارية حتى تدخل لفائدته أحد الفرنسيين ليعود للعمل بالمناجم.

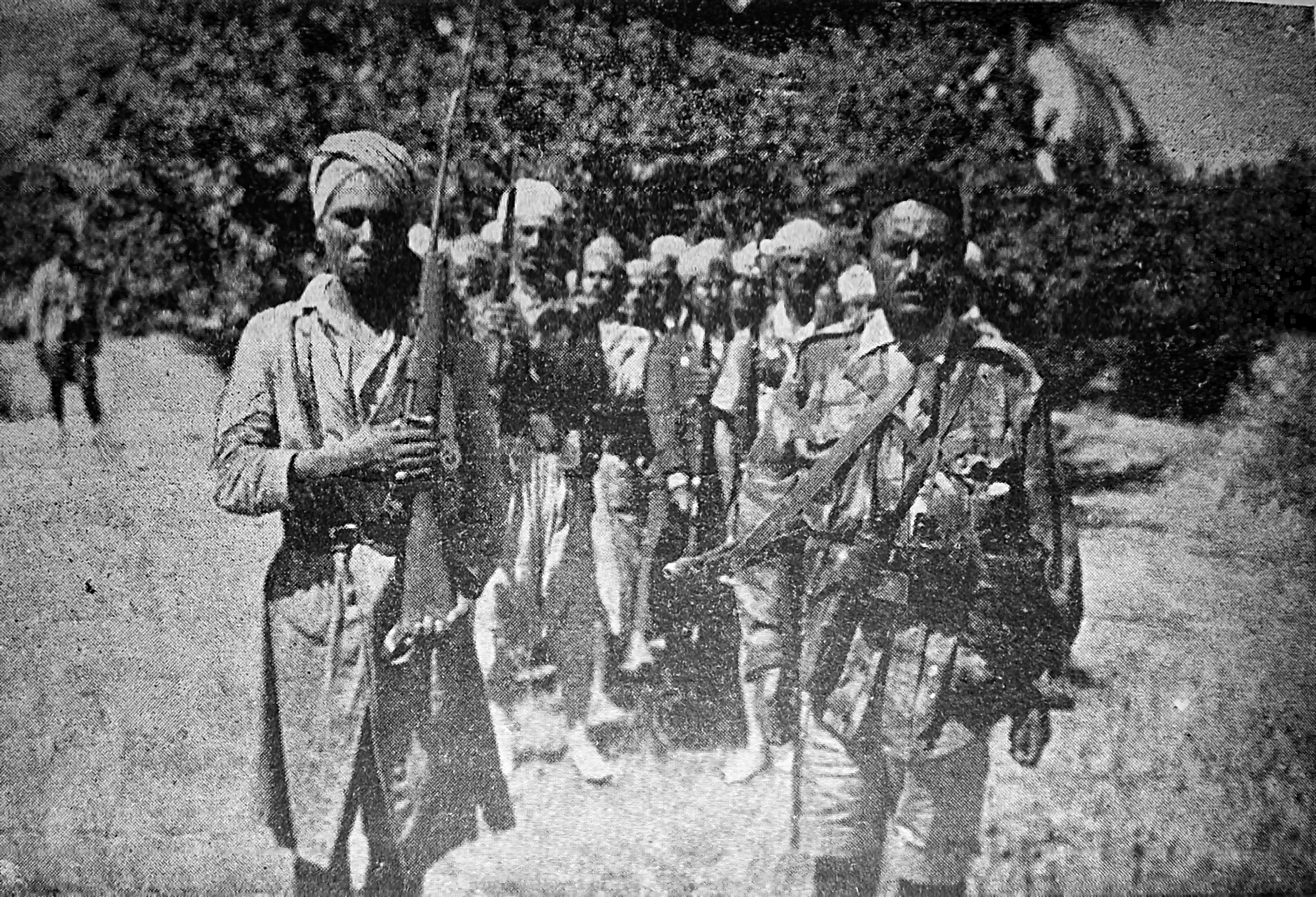
جريدة صدى الزيتونة تنشر صورة للمقاومين وفيهم الأزهر الشرايطي

## المقاومة
الأزهر الشرايطي شارك في تكوين أول خلية مسلحة في تونس لمواجهة الاستعمار وذلك عندما أقسم اليمين مع المناضلين أحمد التليلي السهيلي بالقاضي ومحمد عمارة الزعبوطي وكان ذلك يوم 16 سبتمبر 1951 في المقر الجهوي للاتحاد العام للشغل في مدينة قفصة، وكان أحد قادتها إلى جانب قادة آخرين من بينهم الطاهر الأسود والساسي الأسود ومحجوب بن علي وحسن عبد بن العزيز والعجيمي بن المبروك وعمار سلوغة وهلال الفرشيشي وعلي الصيد ومصباح الجربوع والبرني البناني والطيب الزلاق... وذاعت شهرته في البلاد كقائد ثائر استبسل ضد الفرنسيين في عدّة مواقع، من بينها معركة زلّين في أبة قصور في صيف 1952 ومعركة السلوم في خريف 1952، ومعركة سيدي عيش الأولى في 18 سبتمبر 1954 ومعركة الرديف في أكتوبر من نفس السنة ومعركة سيدي عيش الثانية في 20 و21 نوفمبر 1954 وهذه المعركة تعتبر من كبرى المعارك ضد الاستعمار في شمال أفريقيا كان القتلى الفرنسيين فيه بالمئات واستشهد فيها 25 مناضلا. وقد بلغ صيته حتى قال فيه أحد الشعراء المجهولين:
أجمع على دوره حتى زملاؤه قادة المقاومة حيث انتخبوه في مؤتمرهم المنعقد في جبل سمامة في ربيع 1954 قائدا عاما للمقاومة. وقد وصفته الصحافة الفرنسية في ديسمبر 1955 بأنه أحد أبطال الأساطير (المرجع: الصباح، انظر الصورة)

## مع بورقيبة
عندما دعا الحبيب بورقيبة المقاومين إلى تسليم السلاح، كان من بين من استجاب له الأزهر الشرايطي الذي سلّم سلاحه بتاريخ 8 ديسمبر 1954، رغم أن آخرين لم يفعلوا مثله. وعندما اندلع الصراع اليوسفي البورقيبي كان من بين من آزر بورقيبة، وعُيّن على رأس مجموعتين قوامهما 40 رجلا أوكلت لهم مهمة مقاومة أنصار صالح بن يوسف، وقد كوفئ الرجل بعد ذلك بأن أسندت له فيلا بسان جرمان إحدى الضواحي الجنوبية لمدينة تونس، وحملت منذئذ اسمه إذ سميت الزهراء كما أسندت له ضيعة بمجاز الباب.

## ضد بورقيبة
أصيب الأزهر الشرايطي بخيبة أمل من النظام الجديد، وهو ما دفعه إلى المشاركة في المحاولة الانقلابية التي تم الكشف عنها في أواخر ديسمبر 1962، وقد سميت باسمه انقلاب الأزهر الشرايطي، وشارك فيها أيضا الضابط بالحرس الوطني حسن مرزوق وأحيل مع آخرين على المحكمة العسكرية التي أصدرت عليه يوم 17 جانفي 1963 مع 12 آخرين الحكم بالإعدام ونفذ فيه بعد أسبوع.

## الحياة الشخصية
تزوج الأزهر الشرايطي من طاوس الشرايطي.
تزوج أيضا من سويسرية وأنجب منها خمسة أطفال

## وصلات خارجية
- موقع مخصص لذكرى الأزهر الشرايطي.